# 2022년 류비네 지진
2022년 류비네 지진은 2022년 4월 22일 23시 7분(현지 시각 CEST) 보스니아 헤르체고비나 남부에 발생한 규모 M5.7의 지진이다. 지진의 진앙은 스톨라츠에서 동쪽으로 10 km, 류비네 혹은 네베시네에서 14 km 떨어진 헤르체고비나의 베르코비치주이다. 보스니아 헤르체고비나에서 5번째로 큰 규모의 지진이자 1969년 바냐루카 지진(M6.1) 지진 이후 발생한 가장 큰 규모의 지진이다.

## 지질학적 환경
보스니아 헤르체고비나 남부 지역은 디나르알프스산맥이 통과한다. 디나르알프스산맥은 아드리아해판과 유라시아판이 충돌하면서 형성된 산맥으로 쥐라기 중기에서 후기 사이 오피오라이트가 압등(Obduction)하면서 산맥이 형성되기 시작했다. 백악기 후기에서 팔레오세 사이까지 산맥 형성 과정은 아드리아해판의 탄산염 대지층도 포함해 올라가기 시작했다. 이 탄산염 대지는 현재의 바하마처럼 아풀리아 탄산염 대지같은 두꺼운 탄산염이 발달한 지역으로 현대의 아드리아해 대부분 영역을 포괄하는 깊은 바다 속 지역과 분리되었다. 보스니아 헤르체고비나의 디나르알프스산맥은 습곡 및 충상단층대(FTB)가 얉게 쌓인 형태로 이루어져 있으며 대지 안에서 각기 다른 지층을 보이는 4개의 주요 충상단층이 보인다. 이 중 가장 높은 곳에 있는 전카르스트 단층 아래로 카르스트 충상단층이 있으며, 그 아래로 달마티아 단층대가 있고 그 아래 변형되지 않은 아드리아 해안 습곡대가 자리잡고 있다.
디나르알프스산맥 남쪽 지대는 중간 규모 이상의 지진 활동을 보이는 지진대이다. 역사지진을 통틀어 보면 이 지역에는 규모 M6.2, 최대진도 MCS 계급 VIII의 1639년 두브로브니크 지진, 규모 M7.1, 최대진도 EMS98 계급 기준 IX의 1667년 두브로브니크 지진, 최대진도 EMS98 기준 VIII~IX의 1850년 스톤 인근 지진, 2022년 지진에서 서쪽으로 23 km 떨어진 지점에서 일어난 최대진도 MCS 계급 기준 VII~VIII의 1907년 지진, 규모 M5.8~6.0, 최대진도 MCS 계급 기준 VIII의 1927년 류비네 지진, 규모 M7.1, 최대진도 EMS98 기준 VIII의 1979년 몬테네그로 지진, 규모 M6.0, 최대진도 MSK 계급 기준 VIII의 1996년 스톤–슬라노 지진 등이 있다.

## 지진
보스니아 헤르체고비나 연방 수문기상청(FHMZ BiH)에 따르면 진앙은 스톨라츠 마을 근처로 지진의 규모는 M5.6이며 최대 진도는 VIII로 측정되었다. 미국 지질조사국(USGS)은 지진의 규모를 Mw5.7로 측정했다. 지진의 진앙은 류비네 북북동쪽 14 km 지점으로 진원 깊이는 10 km라고 분석했다. 크로아티아 지진청에서는 진앙은 류비네 인근으로 규모는 릭터 규모 M6.1, 최대진도는 EMS-98 계급 기준 VIII라고 평가했다.
진앙 외에도 보스니아 헤르체고비나의 수도인 사라예보와 몬테네그로의 수도인 포드고리차, 크로아티아의 달마티아 지역에서도 강한 흔들림이 느껴졌다. 지진의 흔들림은 크로아티아 남부, 몬테네그로, 슬로베니아 일부, 세르비아, 알바니아, 코소보, 북마케도니아, 이탈리아, 그리스 북부에서도 느껴졌다.
본진과 이후 9개월간 기록된 규모 M1.3 이상의 7,217차례의 여진을 분석한 결과 이 지진은 달마티아 지층 기저부의 경사단층(침하 구간)에서 단층 파열이 일어나 발생했다고 추정된다. 지진의 발진기구해와 진원 깊이, 대부분의 여진이 모두 산맥에서 난 지진 중 이례적으로 깊이 발생했다는 사실과 일치하다.

## 피해와 여파
지진으로 스톨라츠에서 28세 여성이 언덕 아래로 굴러 내려가 한 주택 지붕을 뚫고 추락해 큰 부상을 입었으며, 병원에 후송되어 치료받다 사망했다. 사망자 부모도 경상으로 입원했다. 스톨라츠는 4월 24일을 공식적으로 애도의 날로 선포했다. 또한 지진으로 발생한 공황으로 8명이 부상을 입었다. 4월 29일 피해 집계 결과 스톨라츠에서 300가구가 지진 피해를 입었다. 마을 학교도 피해를 입었다.
진앙이 있는 베르코비치에서는 지진으로 잠시 정전 피해를 입었다. 헤르체고비나네레트바주 민방위는 스톨라츠에서부터 모스타르, 네움, 류비네, 베르코비치를 잇는 도로 곳곳에 낙석이 발생했다고 보고했다. 스톨라츠의 여러 거리와 모스타르의 한 도로에서는 지진으로 떨어진 벽돌, 기와, 석고 등으로 도로가 막혔다. 차플리나에서는 건물에서 파편이 떨어져 주차되었던 여러 차량이 파손되었다. 차플리나에서 4명이 부상을 입었다.
사라예보 인근 탄광에서는 여러 광부가 경상을 입었고 4명이 치료가 필요해 입원했다. 크로아티아에서는 두브로브니크의 두브로브니크 프랑시스코 성당과 학교 1채를 포함해 11개 건물에 피해가 발생했다. 주파두브로바치카와 슬리브노를 잇는 아드리아해 고속도로에서 산사태가 발생했다. 몬테네그로에서는 베오그라드-바르 철도의 운행이 일시 중단되었다.
4월 24일 규모 M4.8, 최대진도 VI의 여진이 발생해 19세기 오스트리아-헝가리군 막사 건물을 포함한 여러 건물에 추가 피해가 발생했다.

## 같이 보기
- 2022년 지진
- 보스니아 헤르체고비나의 지진 목록